# هيو تومسون (منافس ألعاب قوى)
هيو تومسون هو منافس ألعاب قوى كندي، ولد في 1914، وتوفي في 1942.

## وصلات خارجية
- هيو تومسون على موقع أوليمبيديا (الإنجليزية)